# 윤만석 (1911년)
윤만석(尹萬石, 1911년 6월 19일 경북 문경 ~ 1988년 8월 18일)은 일제강점기부터 변호사를 지낸 대한민국의 법조인이다. 제3대 국회의원도 역임했다.

## 약력
- 문경공립보통학교 졸업
- 조선변호사시험 합격
- 변호사
- 대구지검 검사
- 대구지법 밀양지원 판사
- 청주지검 검사장
- 부산지검 검사장

## 역대 선거 결과
|  | 20.88% |

|  | 33.65% |

|  | 27.66% |